# Elko County
Elko County ist ein County im Bundesstaat Nevada der Vereinigten Staaten. Der Verwaltungssitz (County Seat) ist Elko.

## Geschichte
1868 verlegte die Central Pacific Railroad ihre Gleise durch diese Gegend und die Orte Elko, Carlin und Wells sind entstanden.
Elko County, das viertgrößte County in den Vereinigten Staaten, wurde am 5. März 1869 aus Teilen des Lander County gebildet. Die Herkunft des Namens ist nicht klar, eine Erklärung leitet ihn von einem indianischen Wort her, das „Weiße Frau“ oder „schön“ bedeuten soll. Eine andere Erklärung behauptet, der Eisenbahnbesitzer Charles Crocker habe nach in der Gegend herumstreifenden Elchen (englisch Elk) eine Eisenbahnstation durch Anhängen eines Os Elko genannt.
Sechs Bauwerke und Stätten des Countys sind im National Register of Historic Places eingetragen (Stand 14. Februar 2018).

## Geographie
Der größte Teil des Countys liegt im Großen Becken, während Teile an der Nordgrenze ins Snake-River-Becken entwässern. Es liegt in Höhen von 1300 Metern am Rande der Salzebenen des Großen Salzsees bis 3400 Metern in den Ruby Mountains. Der Humboldt River hat seine Quelle im Elko County und ist die wichtigste Wasserquelle des nördlichen Nevada.

## Wirtschaft
Auf dem County-Gebiet liegt eines der größten Goldfördergebiete der Welt, der sog. Carlin Trend nahe der Kleinstadt Carlin an der Interstate 80. Die Firma Newmont Mining entdeckte 1962 Gold in diesem Gebiet und eröffnete als Betreiberin dort 1965 ihre erste Goldmine unter dem Namen Carlin Gold Mining Company. Der Carlin Trend ist die bedeutendste Goldentdeckung in Nordamerika im 20. Jahrhundert.

## Demografische Daten

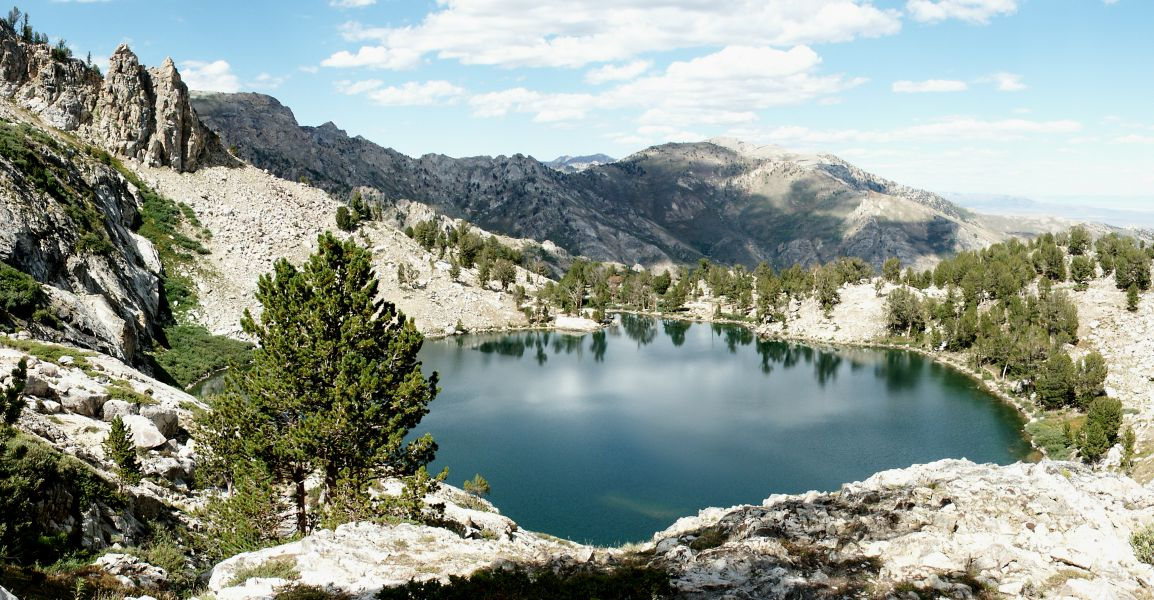
Der Overland Lake

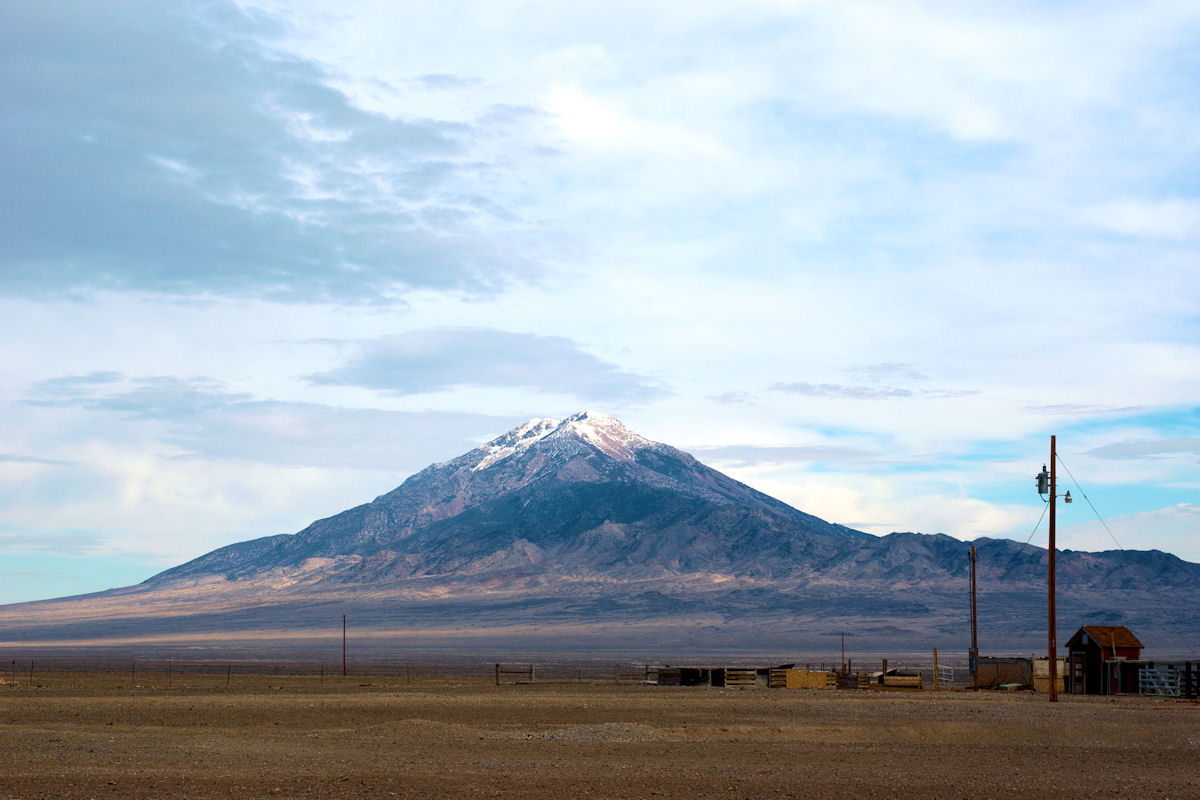
Der Pilot Peak

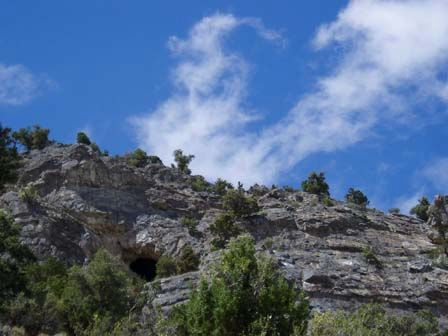
Der Goshute Canyon, Eingang zur Goshute Canyon Wilderness

Nach der Volkszählung im Jahr 2000 lebten im County 45.291 Menschen. Es gab 15.638 Haushalte und 11.493 Familien. Die Bevölkerungsdichte betrug 1 Einwohner pro Quadratkilometer. Ethnisch betrachtet setzte sich die Bevölkerung zusammen aus 82,04 % Weißen, 0,59 % Afroamerikanern, 5,30 % amerikanischen Ureinwohnern, 0,68 % Asiaten, 0,11 % Bewohnern aus dem pazifischen Inselraum und 8,50 % aus anderen ethnischen Gruppen; 2,78 % stammten von zwei oder mehr ethnischen Gruppen ab. 19,73 % Prozent der Bevölkerung waren spanischer oder lateinamerikanischer Abstammung.
Von den 15.638 Haushalten hatten 43,00 % Kinder und Jugendliche unter 18 Jahre, die bei ihnen lebten. 59,30 % waren verheiratete, zusammenlebende Paare, 8,40 % waren allein erziehende Mütter. 26,50 % waren keine Familien. 20,90 % waren Singlehaushalte und in 4,80 % lebten Menschen im Alter von 65 Jahren oder darüber. Die Durchschnittshaushaltsgröße betrug 2,85 und die durchschnittliche Familiengröße lag bei 3,33 Personen.
Auf das gesamte County bezogen setzte sich die Bevölkerung zusammen aus 32,50 % Einwohnern unter 18 Jahren, 8,80 % zwischen 18 und 24 Jahren, 31,50 % zwischen 25 und 44 Jahren, 21,30 % zwischen 45 und 64 Jahren und 5,90 % waren 65 Jahre alt oder darüber. Das Durchschnittsalter betrug 31 Jahre. Auf 100 weibliche Personen kamen 108,80 männliche Personen, auf 100 Frauen im Alter ab 18 Jahren kamen statistisch 109,40 Männer.

Das jährliche Durchschnittseinkommen eines Haushalts betrug 48.383 USD, das Durchschnittseinkommen der Familien betrug 52.206 USD. Männer hatten ein Durchschnittseinkommen von 41.322 USD, Frauen 24.653 USD. Das Prokopfeinkommen betrug 18.482 USD. 8,90 % der Bevölkerung und 7,00 % der Familien lebten unterhalb der Armutsgrenze. 9,50 % davon waren unter 18 Jahre und 7,60 % waren 65 Jahre oder älter.

## Orte im Elko County
Im Elko County liegen vier Gemeinden, die alle den Status einer City besitzen. Zu Statistikzwecken führt das U.S. Census Bureau sieben Census-designated places, die dem County unterstellt sind und keine Selbstverwaltung besitzen. Diese sind wie die Unincorporated Communities gemeindefreies Gebiet.
Citys
| - Carlin - Elko - Wells - West Wendover |

Census-designated places (CDP)
| - Jackpot - Lamoille - Montello - Oasis | - Osino - Owyhee - Spring Creek |

andere Unincorporated Communities
| - Arthur - Contact - Currie - Deeth - Halleck - Jack Creek - Jarbidge | - Jiggs - Lee - Midas - Mountain City - North Fork - Pleasant Valley - Ryndon | - Shantytown - South Fork - Thousand Springs - Tuscarora - Twin Bridges - Welcome - Wild Horse |

Ghost Towns
| - Afton - Alazon - Black Forest - Bullion - Charleston - Cobre - Contact | - Cottonwood - Delano - Dinner Station - Dutton - Excelsior - Fairlawn - Fenelon | - Gold Creek - Fairlawn - Fenelon - Hunter - Huntington - Loray - Metropolis | - Moleen - Moor - Ola - Patsville - Pequop - Rio Tinto - Ruby City | - San Jacinto - Shafter - Silver Zone - Sprucemont - Tobar - Tulasco - White Rock |

## Prostitution
Das County ist eines der 10 Countys Nevadas, in denen Prostitution und die Errichtung von Bordellen zulässig ist. In Wells befindet sich das amerikanische Bordell, das am längsten von einer Frau, Bella Cummins, geleitet wird.